# سلسفي أرجواني
السلسفي الأرجواني (باللاتينية: Scorzonera purpurea) أو (باللاتينية: Podospermum purpureum) نوع نباتي ينتمي إلى جنس السلسفي من الفصيلة النجمية.

## الموئل والانتشار
موطنها معظم مناطق أوروبا.